# Rumex acetoselliformis
Rumex acetoselliformis är en slideväxtart som beskrevs av Josef Murr. Rumex acetoselliformis ingår i släktet skräppor, och familjen slideväxter. Inga underarter finns listade i Catalogue of Life.